# UR-77
Das UR-77 (russisch Установка разминирования-77, kurz: УР-77 «Метеорит»; deutsch „Minenräumanlage 77, UR-77 ‚Meteorit‘“) ist ein militärisches Minenräumsystem aus sowjetischer Produktion, das in den 1970er Jahren entwickelt wurde. Es ersetzte ab 1977 das UR-67-System.

## Einsatzkonzept

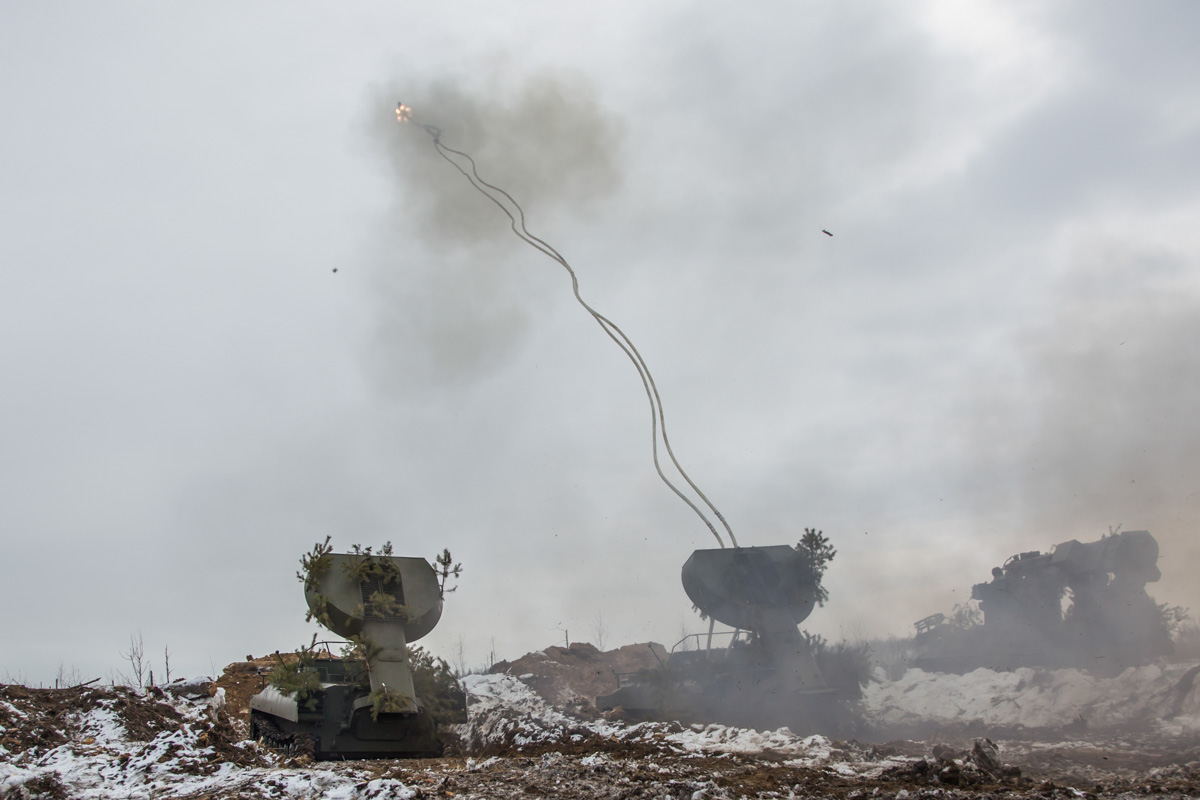
Ein UR-77 beim Abfeuern einer Minenräumschnur

Der UR-77 bedient sich der pyrotechnischen Minenräummethode, das heißt, dass das Räumen von Hindernissen und die Entminung durch raketengetriebene Minenräumschnüre erfolgt. Für die Aufgabe wurde der Geschützturm entfernt und durch eine neue Turmkonstruktion ersetzt. Zum Minenräumen verfügt der Panzer auf dem Turmdach über zwei mit Sprengstoff versehene „Minenräumschnüre“ sowie über verschiedene Anbaugeräte für die Wannenfront. Der Abschuss der Leinenschlepprakete öffnet sprengtechnisch eine Minengasse mit den Ausmaßen von 90 × 6 Metern. Beim UR-77 können Räumschnüre der Typen US-67 (russisch УЗ-67), USP-77 (УЗП-77) und SRSCH (ЗРШ) eingesetzt werden, die sich im Wesentlichen in der Schnurlänge, der verwendeten Sprengstoffart und der Masse unterscheiden. Die Besatzungsstärke beträgt zwei Personen. Im Bürgerkrieg in Syrien und im Krieg in der Ukraine seit 2014 wurde diversen Berichten zufolge der UR-77 in urbanem Gebiet eingesetzt.

## Basisfahrzeug
Das UR-77 basiert auf dem Chassis der 2S1-Panzerhaubitze, das eine verlängerte Version des MT-LBu-Kettenfahrgestells darstellt. Die Gesamtmasse mit voller Beladung beträgt 15,5 Tonnen bei einer Panzerung von 20 Millimeter Panzerstahl. Angetrieben wird das Fahrzeug von einem JaMS-238N, einem V8-Dieselmotor mit Direkteinspritzung des russischen Herstellers Jaroslawski Motorny Sawod. Bei einem Hubraum von 14.866 cm³ erbringt der Motor eine Leistung von 300 PS (221 kW) bei 2100/min. Über die Hauptkupplung und eine kurze Kardanwelle wird das im Bug des Fahrzeuges liegende Wechselgetriebe angetrieben.

## Nutzer
- Sowjetunion
- Russland[1]
- Syrien[2]
- Transnistrien
- Ukraine – Bis zum 30. September 2022 wurden während der russischen Invasion in der Ukraine im Jahr 2022 mindestens 13+ Fahrzeuge durch die ukrainischen Streitkräfte von russischen Streitkräften erbeutet.[6]